# Walckenaeria elgonensis
Walckenaeria elgonensis là một loài nhện trong họ Linyphiidae.
Loài này thuộc chi Walckenaeria. Walckenaeria elgonensis được Herman Theodor Holm miêu tả năm 1984.